# Tower 185

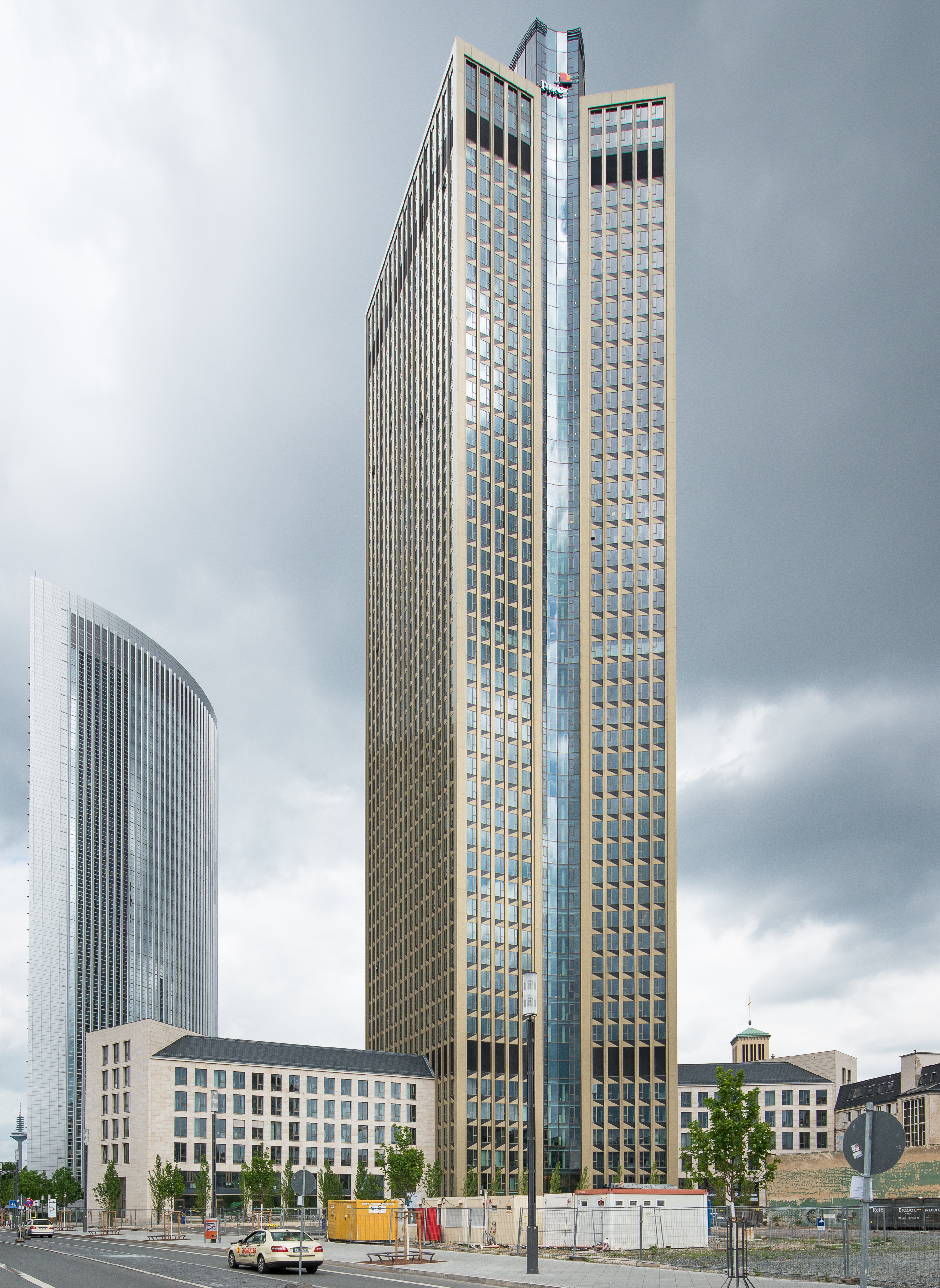
Gesamtansicht von Süden

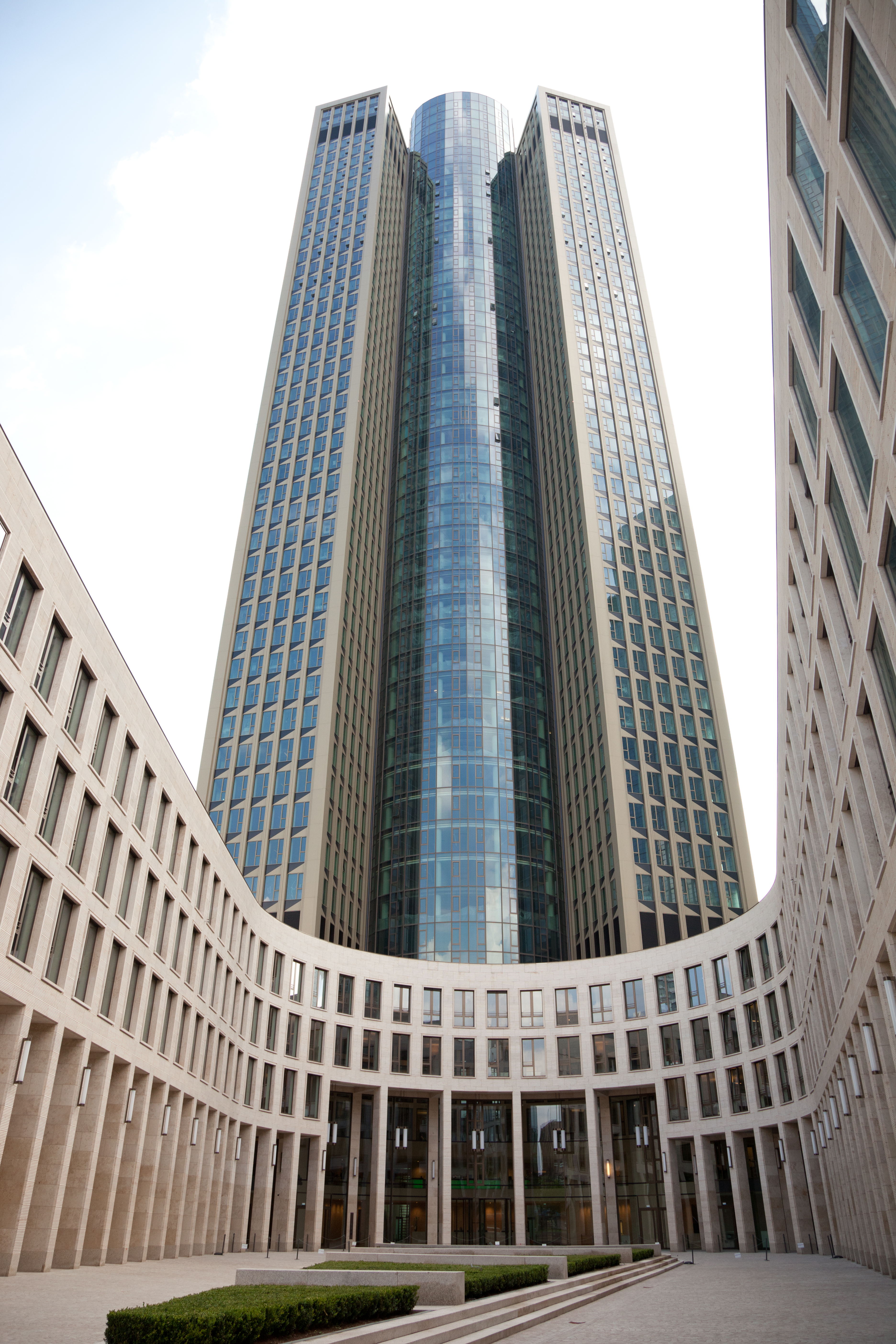
Ansicht vom Hof im Sockel

Der Tower 185 ist ein Wolkenkratzer im Stadtteil Gallus von Frankfurt am Main in der Nähe der Frankfurter Messe und angrenzend an das Neubaugebiet Europaviertel. Der Bau des Doppelturms startete im August 2008 und wurde im Dezember 2011 abgeschlossen, wobei er eine Gesamthöhe von 200 Metern (inklusive Technikgeschosse) erreichte. Damit ist der Tower 185 zusammen mit dem Main Tower das fünfthöchste Hochhaus in Deutschland.

## Planung
Bereits 1998 beschloss die Stadt Frankfurt im ersten Hochhausrahmenplan, dass die Gebäude der ehemaligen Zentrale der Deutschen Bahn an der Friedrich-Ebert-Anlage 35–37 einem rund 185 Meter hohen Hochhaus weichen dürfen. In den Folgejahren war von diesem Projekt allerdings nichts mehr zu hören.
Anfang 2007 wurden die Bestandsgebäude abgerissen, danach lag das Gelände brach. Im Sommer 2007 meldeten verschiedene Zeitungen, dass ein Mietvertrag zwischen dem Grundstücksbesitzer Vivico und der Wirtschaftsprüfungsgesellschaft PricewaterhouseCoopers (PwC) bezüglich des Tower 185 geschlossen wurde. Offiziell bestätigt wurde dies im Mai 2008 als das Projekt der Öffentlichkeit vorgestellt wurde. Grund für die Verzögerung war offenbar, dass Vivico für die Realisierung des Turms noch ein benachbartes Grundstück benötigte, welches im Eigentum des Landes Hessen stand. Im Mai 2008 ging das Grundstück dann in den Besitz von Vivico über.
PwC hat 66.000 von insgesamt rund 100.000 Quadratmeter Bürofläche langfristig angemietet und dort die neue Deutschland-Zentrale des Unternehmens bezogen. Bislang befand sich der Firmensitz im Frankfurter Mertonviertel. Bereits Ende 2010 wurde das Sockelgebäude des Towers 185 fertiggestellt und mit einigen Abteilungen von PwC belegt.

## Entwurf
Den Entwurf für den Tower 185 lieferte der Frankfurter Architekt Christoph Mäckler. Er sah ein hufeisenförmig angelegtes Sockelgebäude vor, aus dem sich die beiden Hochhaushälften mit einer Aluminium-Glas-Fassade erheben. Diese umschließen einen runden gläsernen Mittelteil. Mindestens 25 Prozent der Energiekosten eines „normalen“ Hochhauses sollte der Tower 185 nach Angaben Mäcklers einsparen.
Das Gebäude sollte eine Zertifizierung des internationalen Gütesiegels LEED (Leadership in Energy and Environmental Design) erreichen. LEED definiert Standards für umweltfreundliches, ressourcenschonendes, nachhaltiges Bauen. Trotzdem wurde darauf geachtet, dass besonders viele Fensterarbeitsplätze entstehen und die Fenster einen Frischluftspalt weit geöffnet werden können.

## Bau
Nachdem im August 2008 die ersten Arbeiten auf dem Grundstück begonnen hatten, wurde am 29. September 2008 mit Beteiligung von Frankfurts damaliger Oberbürgermeisterin Petra Roth, PwC-Vorstandssprecher Hans Wagener und Christoph Mäckler symbolisch der erste Spatenstich gesetzt. Wilhelm Brandt, Pressesprecher des Projektentwicklers Vivico, nannte das sich entwickelnde Europaviertel die „größte Baustelle Mitteleuropas“. Bei der Feier wurden neue Renderings des Siegerentwurfes von Mäckler vorgestellt, die einen veränderten Dachabschluss des Turms zeigten und nahelegten, dass die Höhe des Turms einschließlich der Technikaufbauten über 185 Meter gestiegen sei. Über die Gesamthöhe wurde danach lange spekuliert bis Vivico diese dann im Juni 2010 über Twitter bekanntgab: Der Tower 185 wird 200 Meter hoch.
Am 1. Juni 2010 erreichte der Rohbau (der durch Hochtief Solutions AG ausgeführt wurde) die Höhe von 100 Metern, Ende 2010 war die Gesamthöhe erreicht; der Rohbau wurde mit dem letzten Deckenschluss am 2. März 2011 fertiggestellt. Der Büroturm wurde Anfang 2012 fertiggestellt und bezogen.
Vivico plante schon damals, in direkter Nachbarschaft des Tower 185 ein Einkaufs- und Kongresszentrum mit zwei Hochhäusern für Büro- und Hotelnutzung (Skyline Plaza) sowie weitere Büro- und Wohngebäude zu errichten. Die Errichtung des Skyline Plaza wurde 2016 abgeschlossen.

## Name
Die Bezeichnung Tower 185 stammt aus einer frühen Planungsphase und bezog sich auf die Höhe von 185 Metern, die zunächst vorgesehen war. Obwohl man die Gebäudehöhe schließlich auf 200 Meter erhöhte, wurde der Name nicht geändert.

## Mieter
Hauptmieter sind PwC sowie die Anwaltskanzlei Mayer Brown. Nach dem Kauf von Booz & Company durch PwC im Jahre 2014 wurde das nun Strategy& benannte Strategieberatungsgeschäft ebenfalls im Tower 185 angesiedelt. Weitere Mieter sind unter anderem Excellent Business Center, PERM4 | Permanent Recruiting GmbH, die Rechtsanwaltskanzlei Zeller & Seyfert, hkp Group GmbH, FelsCapital, Dow Jones News,  CBRE Global Investors, die Hyundai Capital Bank Europe und Winheller Rechtsanwälte & Steuerberater.
2018 wurde der Tower 185 von der Deka Immobilien GmbH, einer Tochter der DekaBank, gekauft und befindet sich seitdem in deren Besitz.

## Bilder

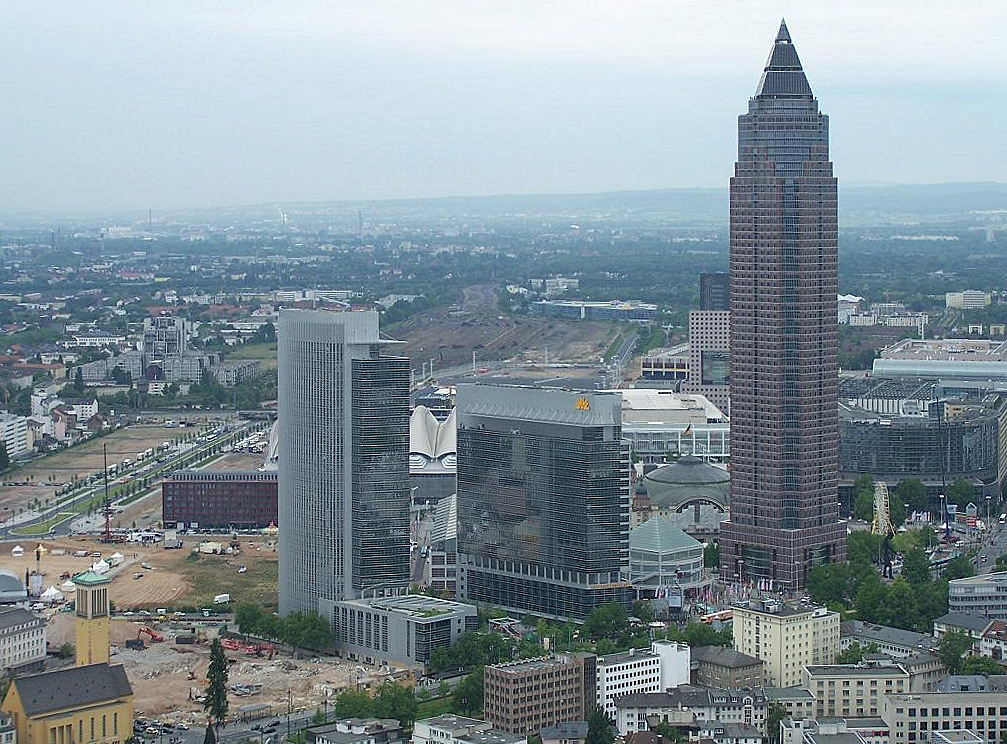
Das Grundstück zwischen Matthäuskirche und Pollux (2007)
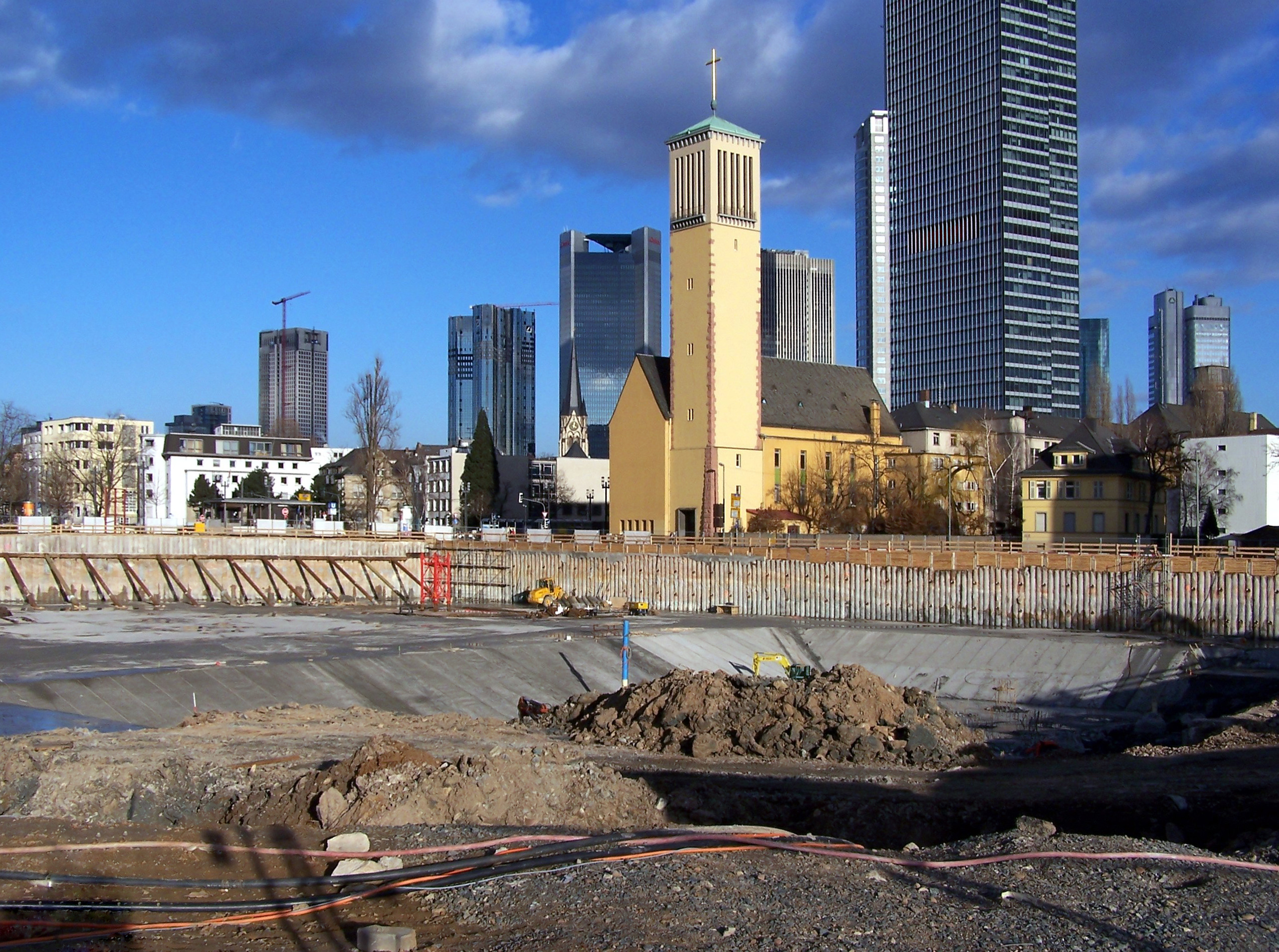
Baugrube (Februar 2009)
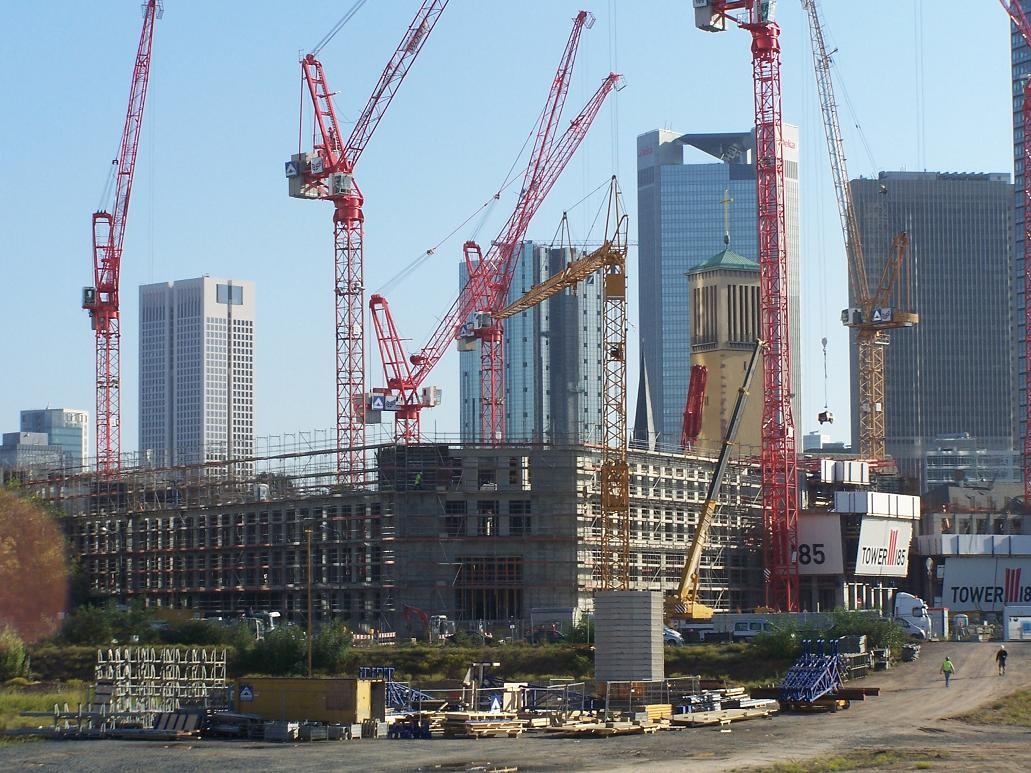
Baustelle (Oktober 2009)
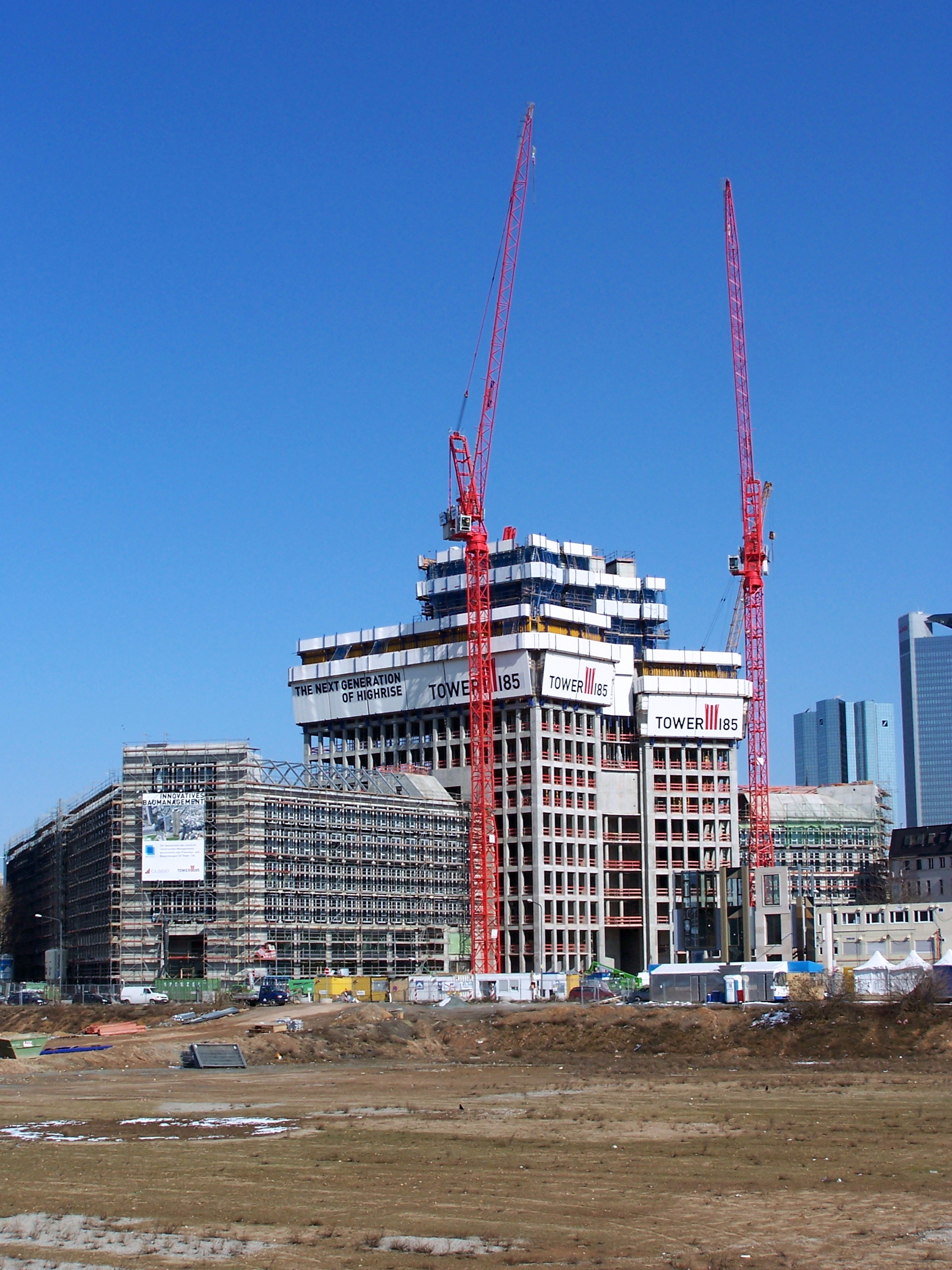
Baustelle (März 2010)
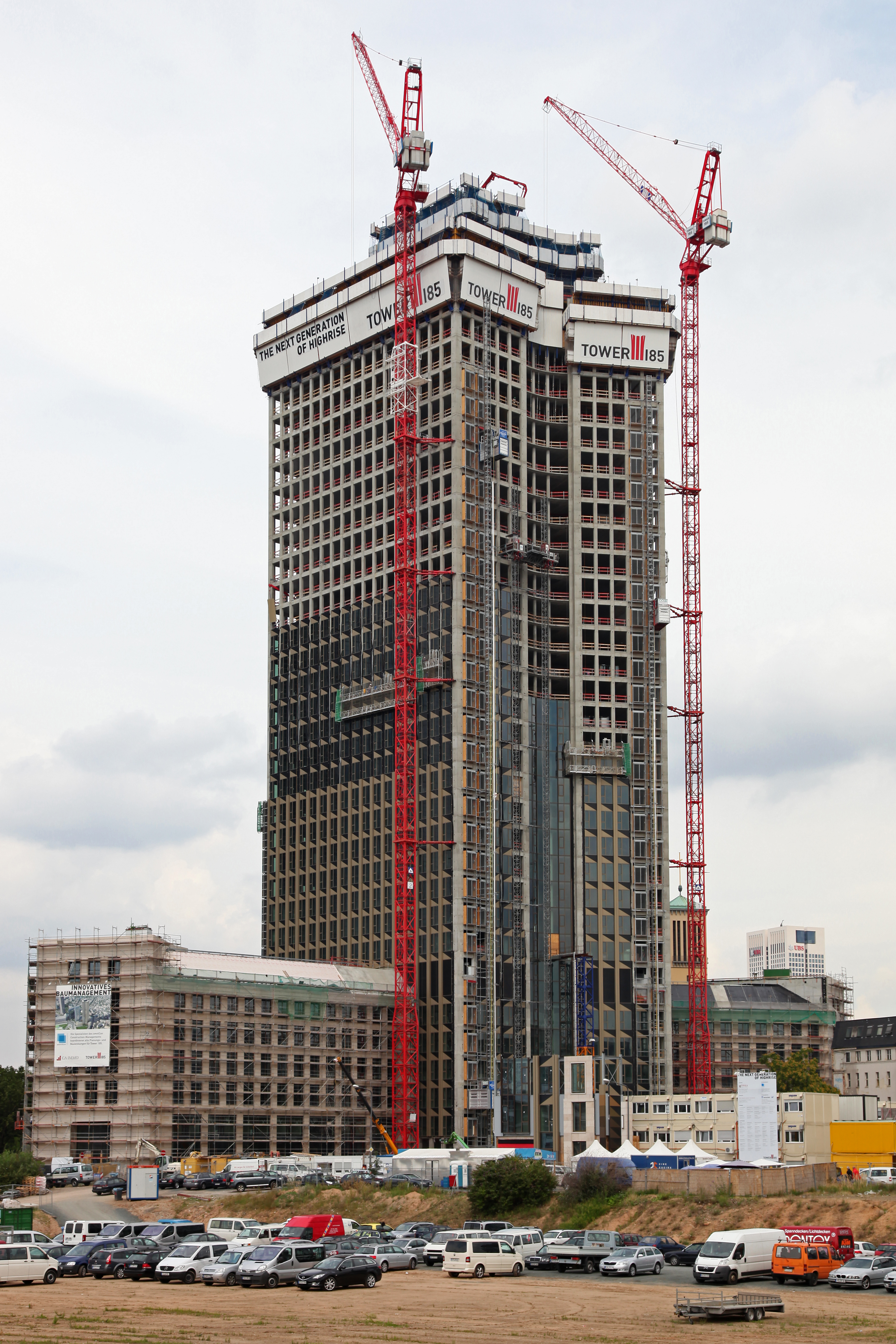
Baustelle (August 2010)
Baustelle (September 2010)
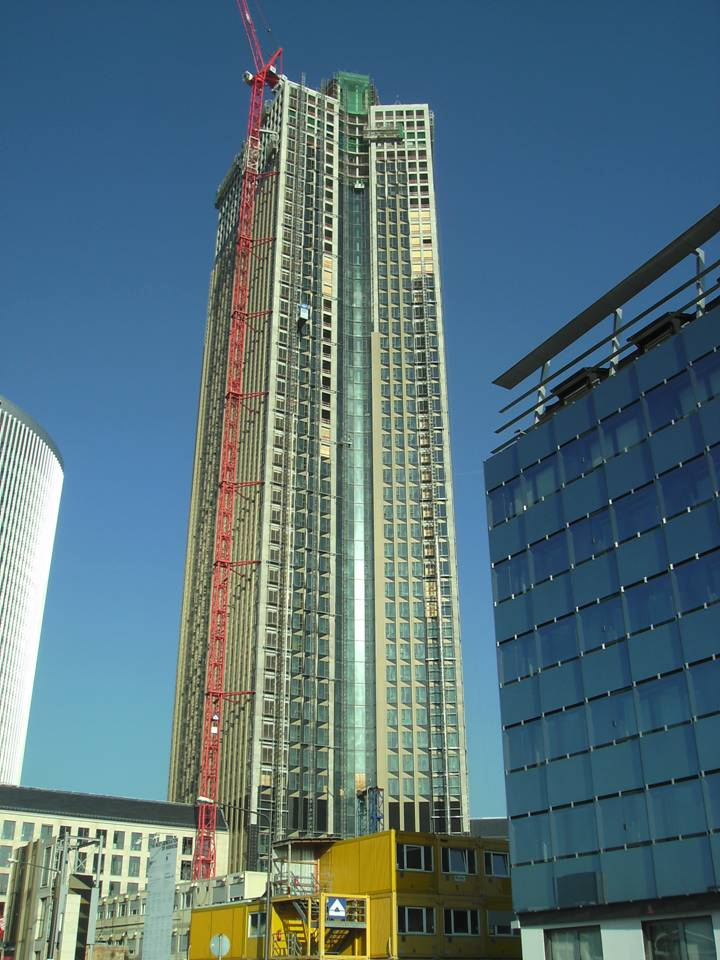
Tower (Südseite, Januar 2011)
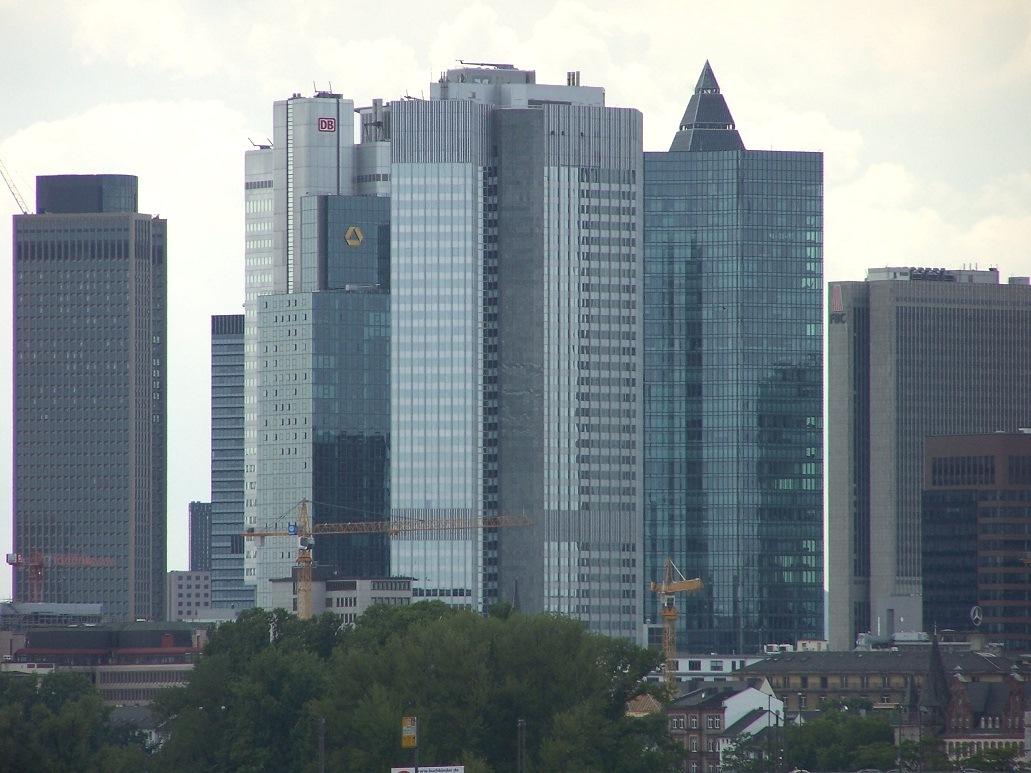
Tower 185 in der Frankfurter Skyline (Juli 2011)
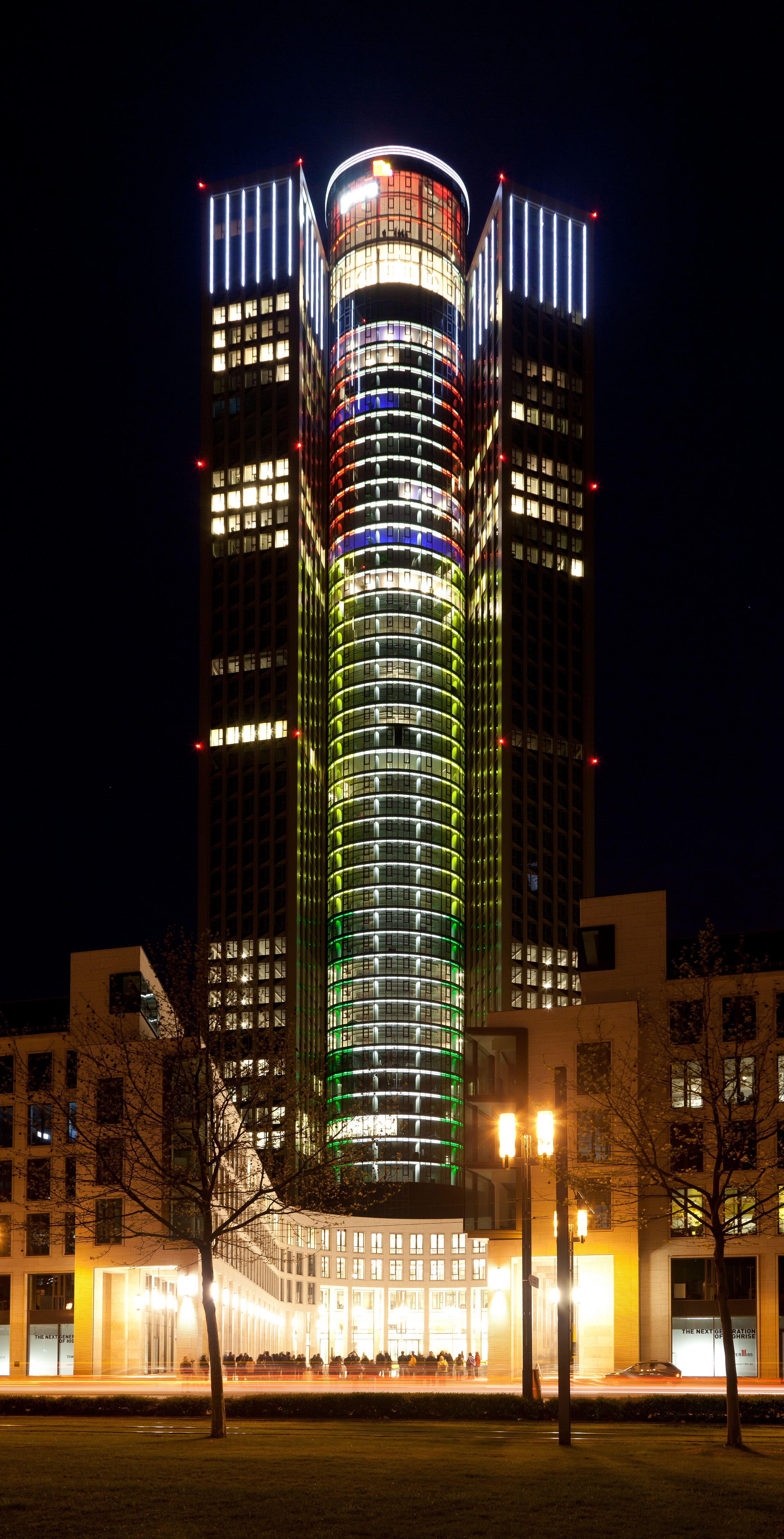
Tower 185 während der Luminale 2012 als weltgrößter „Hau den Lukas“
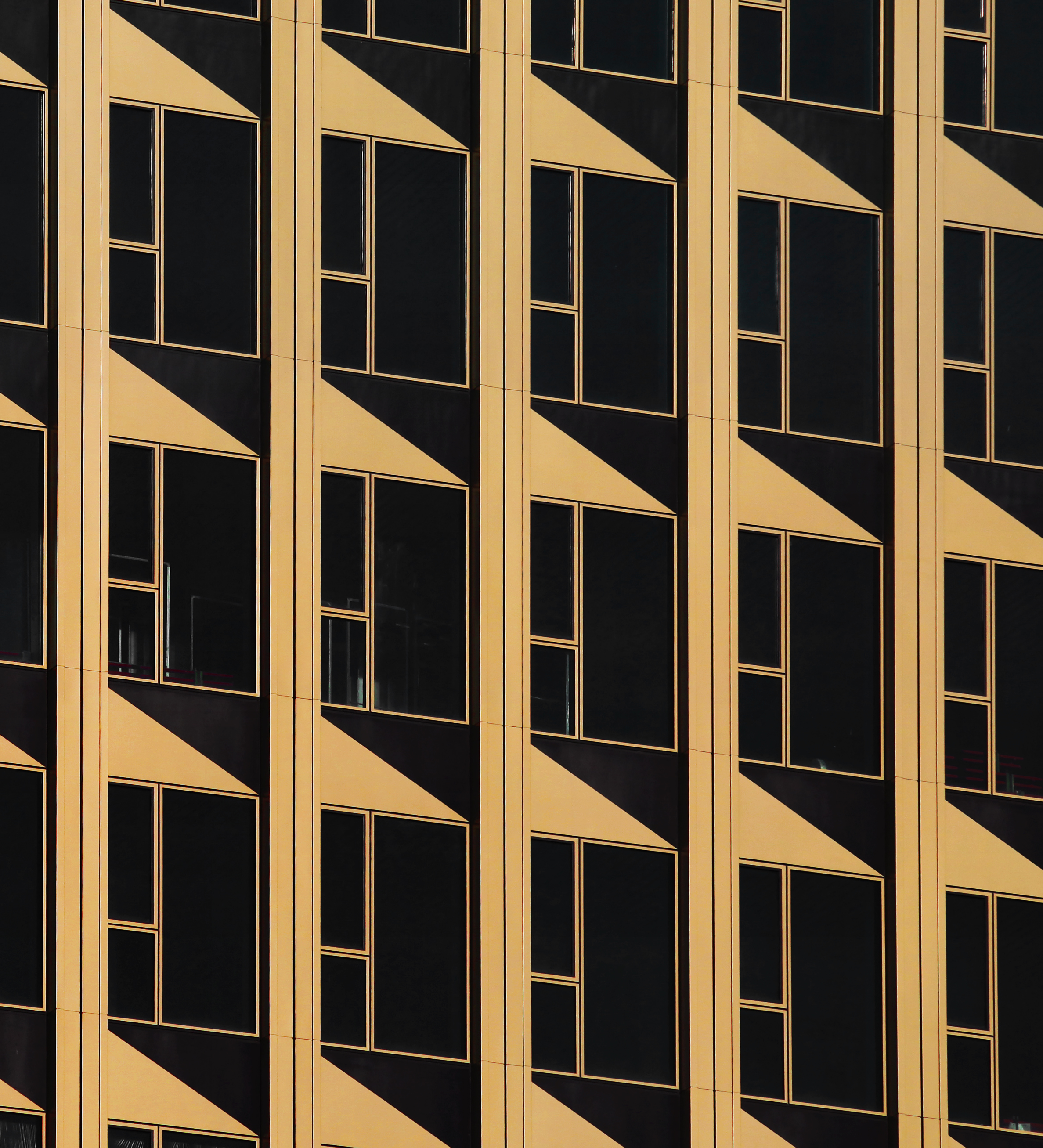
Fassadendetail